# U Make Me Wanna
U Make Me Wanna est une chanson de l'artiste de hip-hop américain Jadakiss. C'est le troisième single et dernier de son deuxième album studio, Kiss of Death. La chanson est en collaboration avec la  chanteuse américaine Mariah Carey et est produite par le producteur Scott Storch.

## Classement hebdomadaire
| Classement (2004)              | Meilleure position |
| ------------------------------ | ------------------ |
| États-Unis (Hot 100)           | 21                 |
| États-Unis (R&B/Hip-Hop Songs) | 8                  |
| États-Unis (Rap Songs)         | 9                  |